# منة فضالي
منة فضالي (4 سبتمبر 1983 -)، ممثلة مصرية.

## حياتها
ولدت في القاهرة تخرجت من كلية سياحة وفنادق، ظهرت لأول مرة على الشاشة في مسلسل أين قلبي في عام 2002، وأعقبته بالاشتراك في مسلسل الناس في كفر عسكر من إخراج نادر جلال.
شاركت في مسلسل حمزة وبناته الخمسة، ومسلسل عفاريت السيالة في عام 2004.
كشفت خلال استضافتها ببرنامج “شيخ الحارة” على قناة القاهرة والناس في 18 مايو 2018، أنها تزوجت دون علم والدتها من الملحن محمد ضياء. وانفصلت عنه بعد زواج دام حوالي 7 أشهر فقط.

## أعمالها

### مسلسلات
| - كوبرا: 2024 - محارب: 2024 - جعفر العمدة: 2023 - مشوار الونش: 2022 - سكن البنات :2020 - بت القبايل: 2020 - حب عمري :2020 - رانيا - لما كنا صغيرين :2020 - هاله - مقابلة مع السيد آدم :2020 - نور - قيد عائلي:2018 - لست وحدك-2018 - اذاعي - بيت السلايف: 2018 - ملك - أفراح إبليس: (ج2)2017-دهب - وش تاني:2015-ريهام - الإكسلانس:2014-هند السكرتيرة - العقرب:2013 - حاميها وحراميها:2013 - مزاج الخير:2013 - أحلى أيام:2013 - سيت كوم-(نانسي) - سلسال الدم:5أجزاء -هنية - الهلالي سلالم:2012 - سيت كوم-(قمر) - الأخوة أعداء:2012-جنه - إبن موت:2012 - باب الخلق:2012-منة - بني ادمين عصر التنين:2011 | - بنات شقيه:2011-ضيفة شرف - الزناتي مجاهد:2011 - مشرفة رجل لهذا الزمان:2011-محروسة - أكتوبر الآخر:2010-سلوى - اللص والكتاب:2010-لمياء - نعم مازلت آنسة:2010-مي - أنا والحبيب:2010 اذاعي - سي عمر وليلى أفندي:2010 - منتهى العشق:2010-أروى - حضرة الضابط أخي:2009-رشا سعدالدين - نساء لا تعرف الندم:2009 - قاتل بلا أجر:2009-هدى - جدار القلب:2008 - عباس وإيناس:2008 - سيت كوم-إيناس - عدى النهار:2008 - بنات في الثلاثين:2008 | - الملك فاروق:2007-الملكة فريدة - نافذة على العالم:2007 - آخر الخط:2007 - قلب امرأة:2007 - عيون و رماد:2007 - آن الأوان:2006 - اللي اختشوا ماتو:2006 - القاهره ترحب بكم:2006 - مطعم تشي توتو المطعم:2006 - العزبة:2006 - مواطن بدرجة وزير:2006 - سكة الهلالي:2006-زينب - المنادي:2005 - طائر الحب:2005 - من غير ميعاد:2005 - سوق الزلط:2005 | - للثروة حسابات أخرى:2005 - قلبي يناديك:2004-وفاء - عفاريت السيالة:2004 - الصعود الي القلب:2004 - أحلام هند الخشاب:2004 - يا ورد مين يشتريك:2004 - بابا في تانية رابع:2004 - غدر وكبرياء:2003 - آخر المشوار:2003 - الليل وآخره:2003 - العمة نور:2003 - الناس في كفر عسكر:2003 - زمن عماد الدين:2002-خديجة الزهار - أين قلبي:2002 - عندما تثور النساء:2000 |

### أفلام
| - مفلح باشا - زنزانة 7:2019 - براءة ريا وسكينة: 2019 - الموقف:2019 - ماكو:2019 - ولاد أبو إسماعيل:2018 | - ضد مجهول: 2018 - تحت الترابيزة:2016 -(زوجة عاصم سنجاري) - المفرمة:2015 - نور عيني:2010 -(بسنت) - الديلر:2010 -(بثينة) - زنزانة 7: 2020 | - أزمة شرف:2009 -(ليلى) - مفيش فايدة:2008 -(هند) - كاريوكي:2008 - مجانين نص كوم:2008 - ليلة حب حلوة:2007 | - الشبح:2007 -(فلة) - علمني حبك:2005 - شباب سبايسي:2005 -(مها) - الباشا تلميذ:2004 - هو فيه إيه:2002 |

### أخرى
- ملكة المطبخ:2012 - برنامج-(مذيعة)
- مواقع ممنوعة:2006 - سهرة تليفزيونية
- أمواج تحت السطح:2006 - سهرة تليفزيونية

### برامج
| - هاني في الألغام :2019 - حفلة 11 :2018 - عقارب الساعة :2018 - رامز تحت الأرض :2017 الحلقة الخامسة والعشرون - شيخ الحارة :2017 - 100 ريختر :2015 | - بوضوح :2014 - من غير زعل :2013 - حيلهم بينهم الصلح خير :2012 - رامز قلب الأسد :2011 - ماكنش يومك :2011 - حيلهم بينهم كمان وكمان :2010 | - حيلهم بينهم من الآخر :2010 - دارك :2008 - طرطأ وفنجل :2008 - حيلهم بينهم :2007 - خارج نطاق الخدمة :2006 |

## وصلات خارجية
- منة فضالي على موقع IMDb (الإنجليزية)
- منة فضالي على موقع الدهليز
- منة فضالي على موقع قاعدة بيانات الأفلام العربية
- منة فضالي على موقع قاعدة بيانات الفيلم (الإنجليزية)